# Retina (tipo de letra)
Retina es un tipo de letra creado por Tobias Frere-Jones para The Wall Street Journal, que la usó para impresión de alta densidad en sus periódicos de 2000 a 2007. Fue creada para ser legible en tamaños de fuente muy pequeños, usando trampas de tinta para evitar manchas durante el proceso de impresión.

## Historia
En 1999, se encargó a la firma Hoefler & Frere-Jones de Jonathan Hoefler y Tobias Frere-Jones que creara una fuente para las cotizaciones bursátiles de The Wall Street Journal. La fuente se completó y comenzó a usarse en las listas de valores de The Wall Street Journal en 2000.
El pequeño tamaño de Retina permitió que The Wall Street Journal imprimiera la misma cantidad de texto en ocho páginas menos por número, lo que se estimó que le ahorró al periódico entre $6 y $7 millones al año. The Wall Street Journal condensó el tamaño de sus páginas en 2007, reemplazando Retina con otra fuente que también fue desarrollada por Hoefler & Frere-Jones llamada Exchange.
En 2011, Retina fue una de las veintitrés fuentes digitales adquiridas por el MoMA para su colección de Arquitectura y Diseño, después de haber sido regalada al museo por Hoefler & Frere-Jones, y la fuente ahora la utilizan muchos periódicos para textos de alta densidad, como información bursátil y anuncios clasificados.
Retina se lanzó para su licencia al público en 2016.

## Diseño
Retina se creó originalmente específicamente para usarse en el punto 5,5 del periódico. La fuente resultante está diseñada para usarse mejor en 7 puntos o menos. A diferencia de un tipo de letra monoespaciado, cada letra tiene un ancho único, pero cada carácter tiene el mismo ancho independientemente del peso, lo que significa que una letra en negrita ocupará el mismo ancho que una letra en cursiva o una letra normal.
Retina es una fuente palo seco, diseñada para textos de alta densidad, y viene en una versión microplus y estándar. El microplus está diseñado para fuentes extremadamente pequeñas, mientras que la versión estándar está diseñada para un punto más grande donde las muescas en la versión microplus serían demasiado visibles.
Las muescas en la versión microplus son trampas de tinta, diseñadas para servir como pozos para que el exceso de tinta se acumule durante el proceso de impresión para evitar manchar las letras diminutas.
La fuente se parece a fuentes más antiguas como Garamond y Janson.